# Routes régionales de Finlande
Les routes régionales de Finlande (en finnois : seututie, en suédois : regionalväg) sont les artères du réseau routier de la Finlande.
Elles sont plus petites que les routes nationales et que les routes principales mais plus importantes que les routes transversales.

## Numérotation initiale des routes régionales
Les routes régionales portent un numéro à 3 chiffres.
À l'origine les numéros des routes Seututie sont attribuées par district routier.
La répartition sera compromise au fil des rénovations et des changements dans les districts routiers
Le Centre pour le développement économique, les transports et l'environnement (en finnois : Elinkeino-, liikenne- ja ympäristökeskus, sigle (ELY) a une répartition de ses activités qui ne correspond plus aux anciens districts routiers.
|    | district routier     | Numéros |
| -- | -------------------- | ------- |
| 01 | Uusimaa              | 100–179 |
| 02 | Turku                | 180–279 |
| 04 | Häme                 | 280–349 |
| 05 | Kymi                 | 350–409 |
| 06 | Savonie du Sud       | 410–479 |
| 07 | Carélie du Nord      | 480–529 |
| 08 | Savonie du Nord      | 530–599 |
| 09 | Finlande-Centrale    | 600–659 |
| 10 | Vaasa                | 660–749 |
| 11 | Ostrobotnie-Centrale | 750–799 |
| 12 | Oulu                 | 800–869 |
| 13 | Kainuu               | 870–919 |
| 14 | Laponie              | 920–972 |
| xx | numéros temporaires  | 973–999 |

## Uusimaa(ELY)

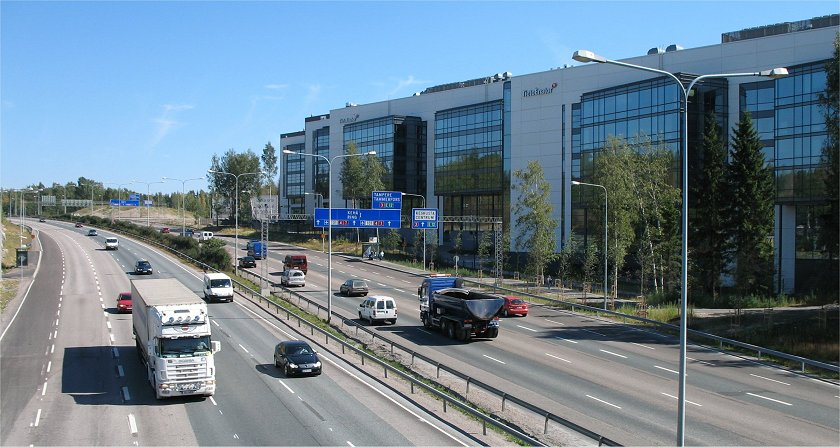
Seututie 101 (Kehä I) à Lassila.

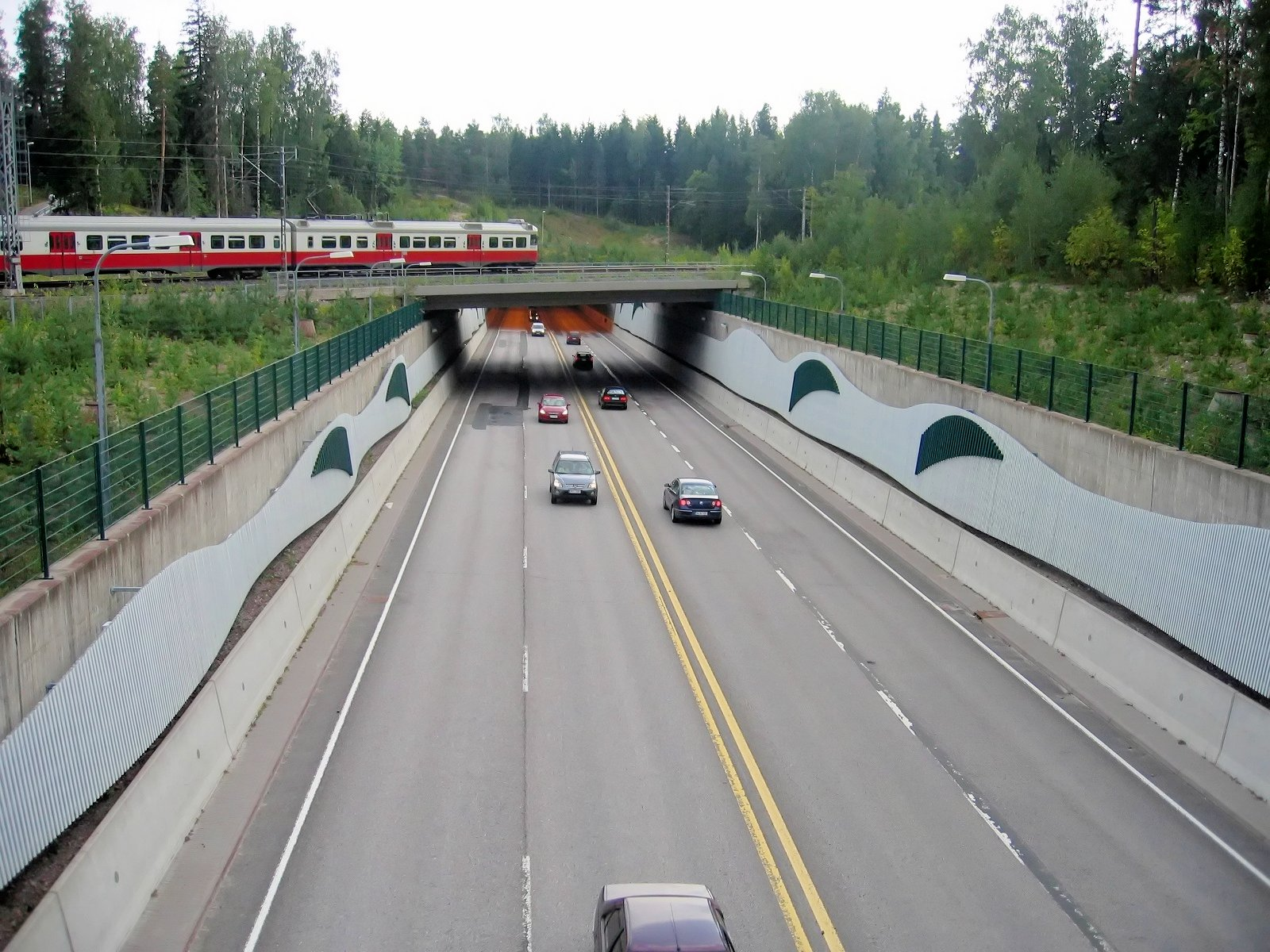
Seututie 102 (Kehä II) à Espoo.

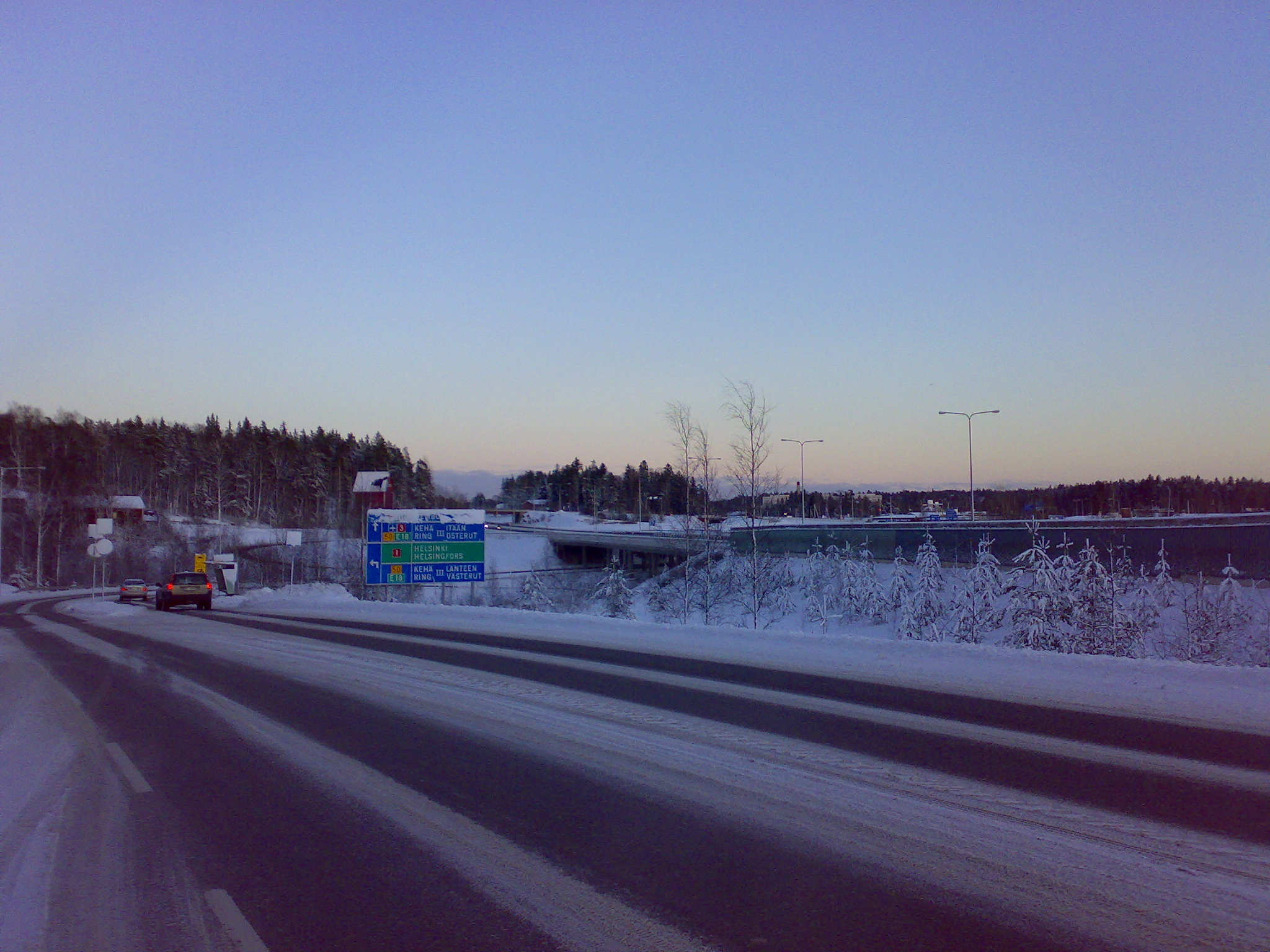
Seututie 110 à Espoo.

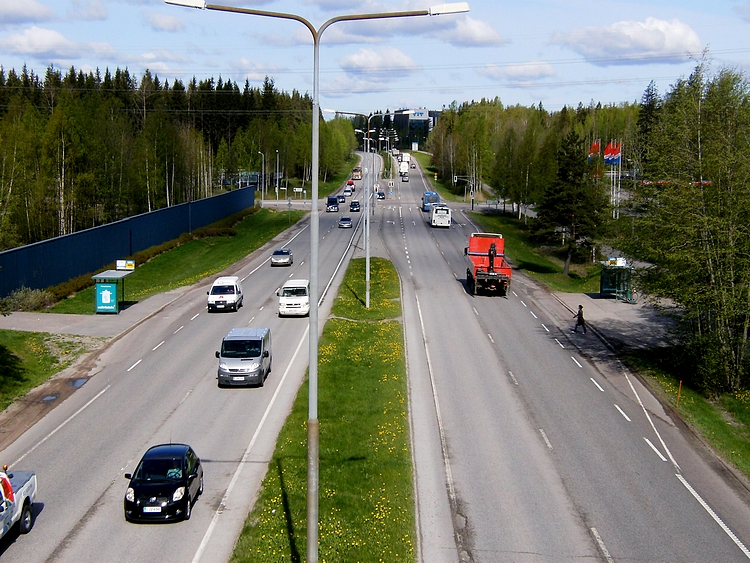
Seututie 120 à Konala.

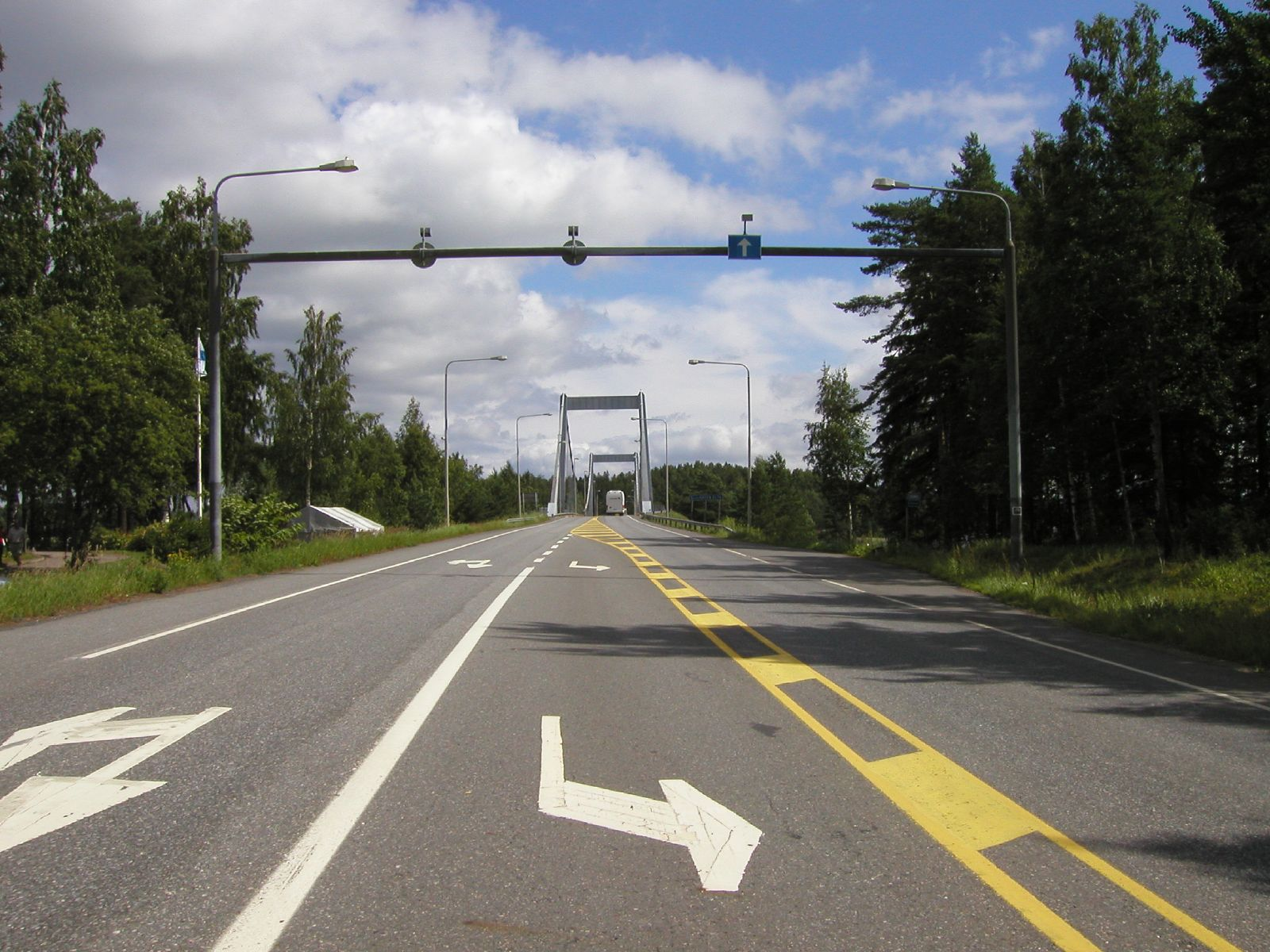
Seututie 130 à Sääksmäki.

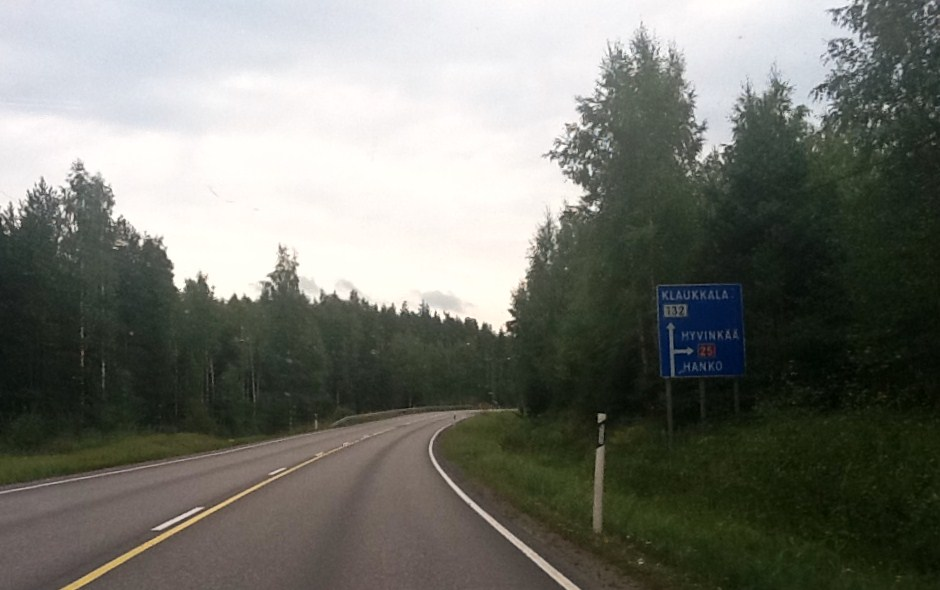
Seututie 132 à Nurmijärvi.

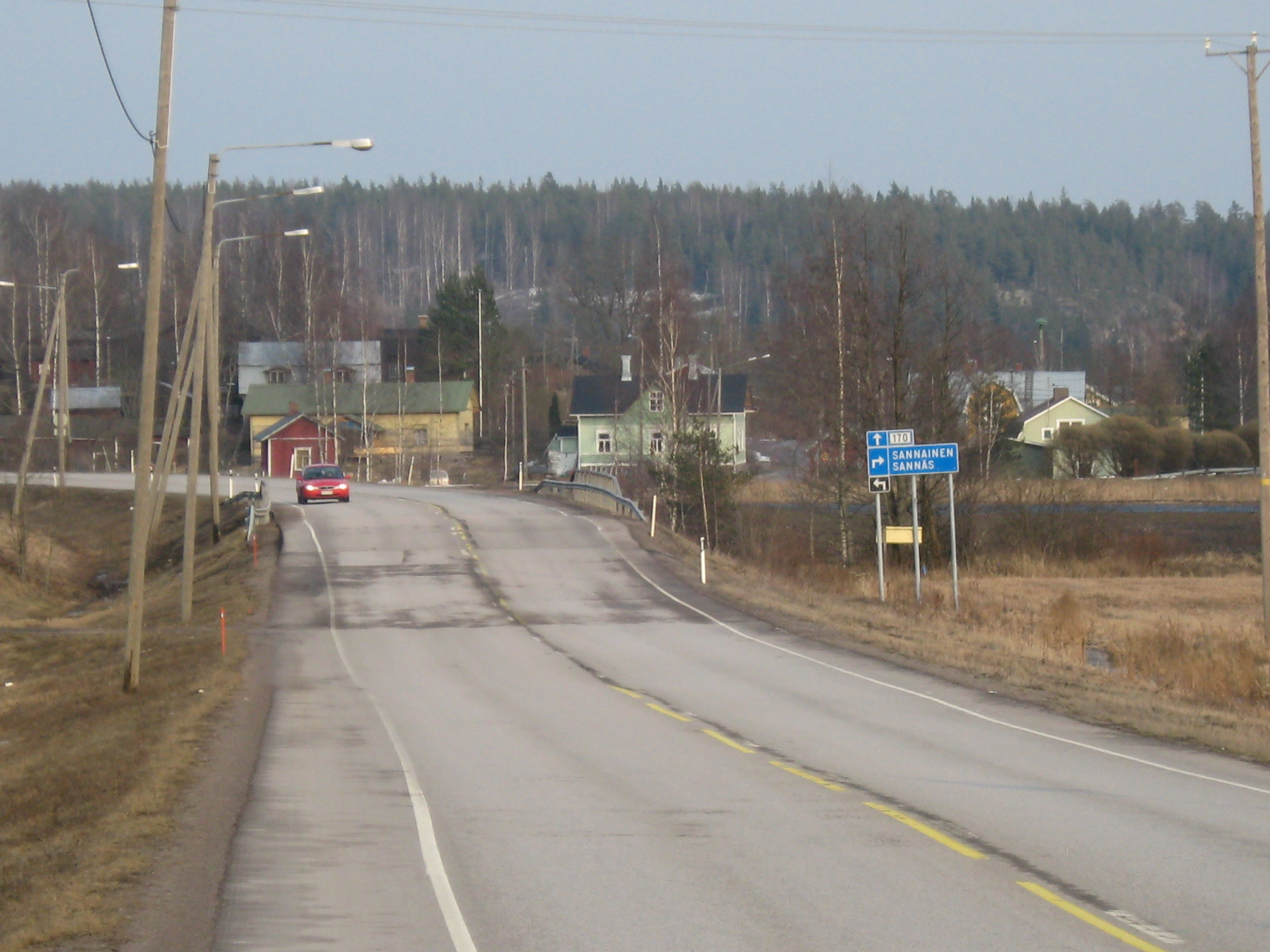
Seututie 170 à Porvoo.

| Route régionale | Trajet ou autre appellation              |
| seututie 100    | Hakamäentie                              |
| seututie 101    | Karhusaari – Konala – Itäkeskus          |
| seututie 102    | Länsiväylä – Vanha Turuntie              |
| seututie 103    | Vuosaaren satamatie                      |
| seututie 104    | Pohja – Sammatti                         |
| seututie 110    | ancienne nationale 1                     |
| seututie 111    | Karis – Tenhola                          |
| seututie 112    | Virkkala – Inkoo                         |
| seututie 114    | Nihtisilta – Kauniainen                  |
| seututie 115    | Sunnanvik – Siuntio                      |
| seututie 116    | Lohja – Siuntio                          |
| seututie 120    | Helsinki – Olkkala                       |
| seututie 125    | Nummi – Heijala                          |
| seututie 126    | Karkkila – Ikkala                        |
| seututie 127    | Ikkala – Hyönölä                         |
| seututie 130    | Vantaankoski – Tampere                   |
| seututie 132    | Keimola – Loppi                          |
| seututie 133    | Karkkila – Vihtijärvi                    |
| seututie 134    | Karkkila – Läyliäinen                    |
| seututie 135    | Helsinki – Route de l'aéroport           |
| seututie 138    | Ilmakehä                                 |
| seututie 139    | Nurmijärvi – Hyrylä                      |
| seututie 140    | Vaarala – Mäntsälä – Lahti – Heinola     |
| seututie 143    | Périphérique nord de Hyvinkää            |
| seututie 145    | Hyrylä – Järvenpää                       |
| seututie 146    | Järvenpää – Pornainen                    |
| seututie 148    | Hyrylä – Sköldvik                        |
| seututie 151    | Pornainen – Monninkylä                   |
| seututie 152    | Maantiekylä – Nikinmäki                  |
| seututie 162    | Sääksjärvi – Myrskylä                    |
| seututie 164    | Levanto – Orimattila                     |
| seututie 167    | Lahti – Koskenkylä                       |
| seututie 170    | Helsinki – Koskenkylä – Loviisa – Hamina |
| seututie 172    | Orimattila – Artjärvi                    |
| seututie 174    | Myrskylä – Kimonkylä                     |
| seututie 176    | Loviisa – Lapinjärvi                     |
| seututie 178    | Loviisa – Valko                          |
| seututie 186    | Salo – Mustio – Inkoo                    |
| seututie 213    | Ypäjä – Säkylä                           |
| seututie 232    | Humppila – Punkalaidun                   |
| seututie 280    | Somero – Nummi-Pusula                    |
| seututie 282    | Somero – Forssa                          |
| seututie 283    | Perähuhta – Saviniemi                    |
| seututie 284    | Forssa – Urjala                          |
| seututie 290    | Hyvinkää – Hämeenlinna                   |
| seututie 292    | Janakkala – Lammi                        |
| seututie 295    | Levanto – Hämeenkoski                    |
| seututie 296    | Hollola – Renkomäki                      |
| seututie 305    | Eteläinen – Hauho                        |
| seututie 312    | Lahti – Nastola                          |
| seututie 313    | Vääksy – Vierumäki                       |
| seututie 314    | Vääksy – Sysmä                           |
| seututie 317    | Lammi – Asikkala                         |
| seututie 363    | Vierumäki – Jaala                        |
| seututie 410    | Kalho – Sysmä                            |
| seututie 411    | Hevossaarentie                           |
| seututie 412    | Sukurantie                               |
| seututie 413    | Hartola – Sysmä                          |
| seututie 415    | Lusin Liittymätie                        |
| seututie 423    | Hartola – Pertunmaa                      |
| seututie 612    | Sysmä – Tammijärvi                       |

## Finlande propre(ELY)

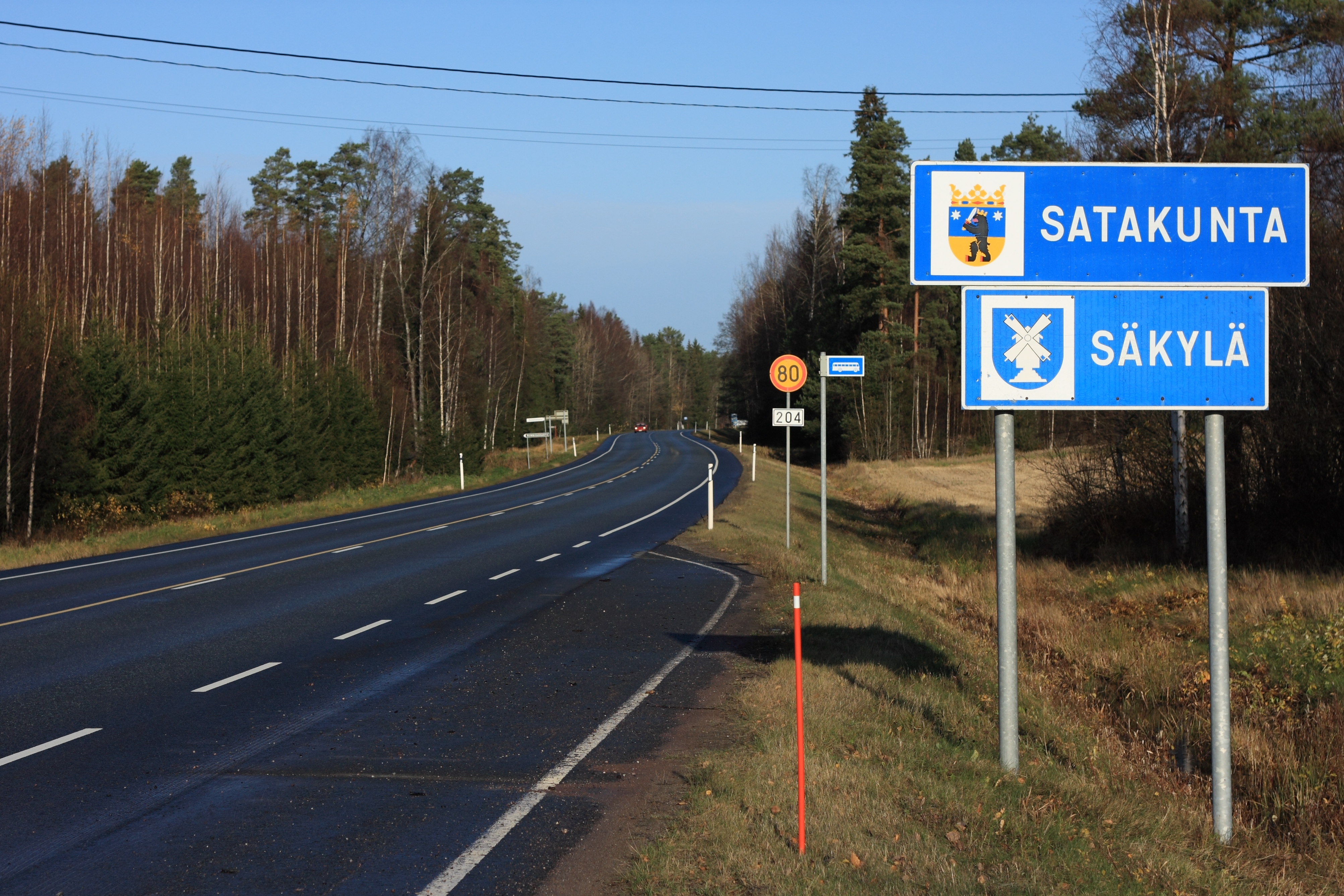
La Seututie 204 à la limite entre Säkylä et Pöytyä.

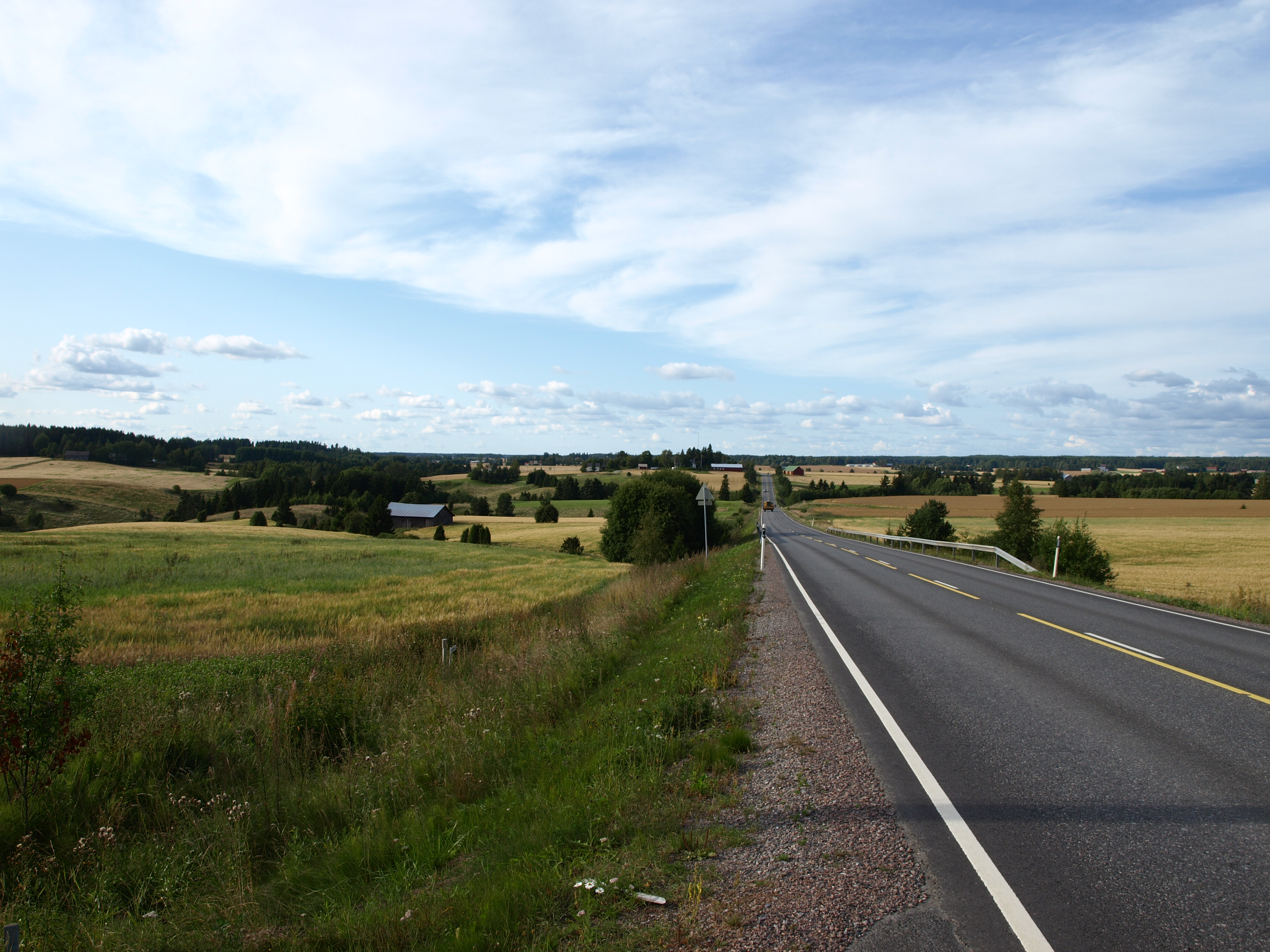
La Seututie 224 à Vaskio.

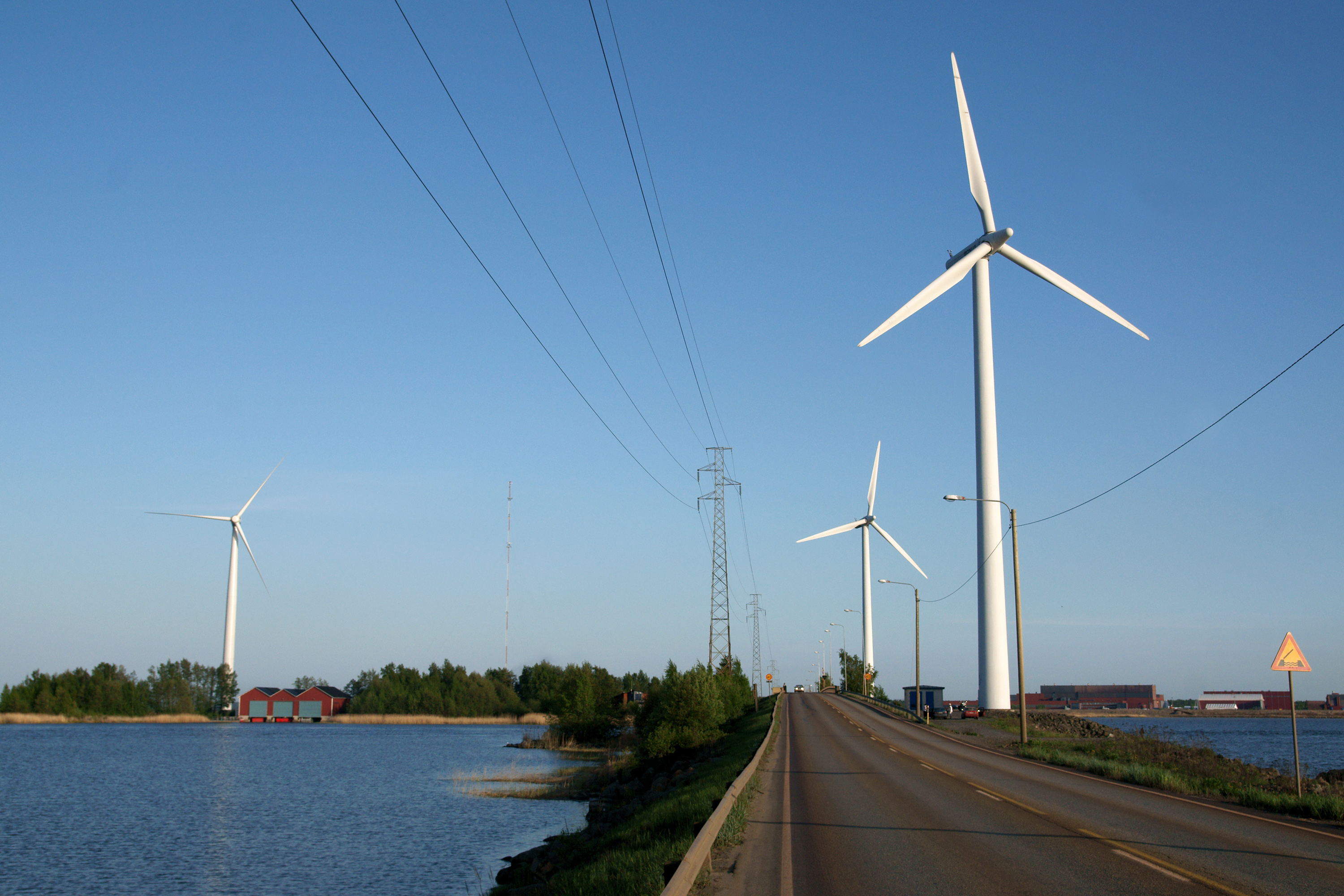
La Seututie 269 à Pori.

| Route régionale | Trajet                   |
| seututie 180    | Kaarina – Korppoo        |
| seututie 181    | Kimito – Tarvasjoki      |
| seututie 183    | Perniö – Taalintehdas    |
| seututie 185    | Pitkämäki – Raisionlahti |
| seututie 186    | Salo – Mustio – Inkoo    |
| seututie 189    | Naantali – Rymättylä     |
| seututie 192    | Raisio – Kustavi         |
| seututie 194    | Mietoinen – Lokalahti    |
| seututie 196    | Pyhäranta – Taivassalo   |
| seututie 203    | Turun Lentoasemantie     |
| seututie 204    | Lieto – Eura             |
| seututie 209    | Eurajoki – Kokemäki      |
| seututie 210    | Loimaa – Lappi           |
| seututie 212    | Huittinen – Säkylä       |
| seututie 213    | Ypäjä – Säkylä           |
| seututie 222    | Turku – Aura             |
| seututie 224    | Aura – Salo              |
| seututie 230    | Huittinen – Urjala       |
| seututie 231    | Kanteenmaa – Alastaro    |
| seututie 257    | Kullaa – Lavia           |
| seututie 259    | Mouhijärvi – Lavia       |
| seututie 261    | Kankaanpää – Ikaalinen   |
| seututie 269    | Mäntyluoto – Reposaari   |
| seututie 270    | Merikarvia – Kankaanpää  |
| seututie 272    | Porin saaristotie        |
| seututie 273    | Kankaanpää – Jalasjärvi  |
| seututie 274    | Parkano – Kauhajärvi     |
| seututie 280    | Somero – Nummi-Pusula    |
| seututie 282    | Somero – Forssa          |
| seututie 661    | Merikarvia – Kauhajoki   |
| seututie 664    | Honkajoki – Kristinestad |

## Pirkanmaa(ELY)

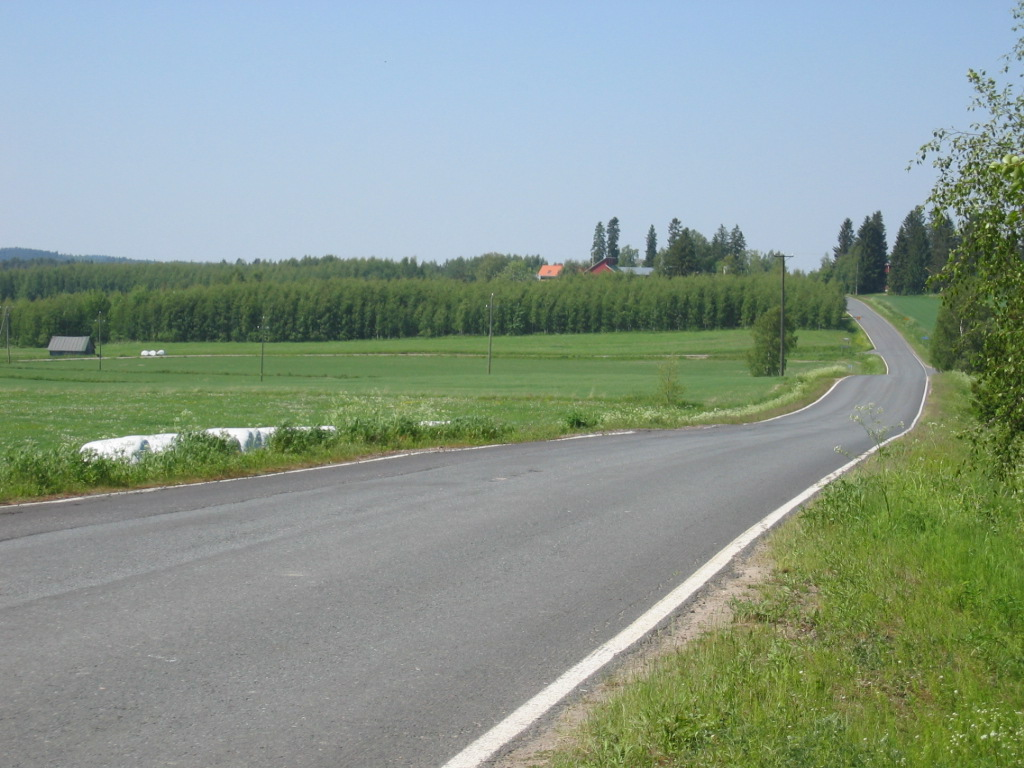
La Seututie 276 à Tevaniemi.

| Route régionale | Trajet                   |
| seututie 130    | Vantaankoski – Tampere   |
| seututie 190    | Kylmäkoski – Lempäälä    |
| seututie 230    | Huittinen – Urjala       |
| seututie 231    | Kanteenmaa – Alastaro    |
| seututie 232    | Humppila – Punkalaidun   |
| seututie 249    | Kokemäki – Hämeenkyrö    |
| seututie 252    | Vammala – Punkalaidun    |
| seututie 259    | Mouhijärvi – Lavia       |
| seututie 261    | Kankaanpää – Ikaalinen   |
| seututie 274    | Parkano – Kauhajärvi     |
| seututie 276    | Hämeenkyrö – Heittola    |
| seututie 284    | Forssa – Urjala          |
| seututie 301    | Vammala – Lempäälä       |
| seututie 303    | Uittamo – Viiala         |
| seututie 304    | Konho – Valkeakoski      |
| seututie 307    | Valkeakoski – Pälkäne    |
| seututie 308    | Pirkkala – Lentoasema    |
| seututie 309    | Sääksjärvi – Hervanta    |
| seututie 310    | Valkeakoski – Kangasala  |
| seututie 322    | Pälkäne – Pohja          |
| seututie 325    | Kangasala – Kuhmoinen    |
| seututie 332    | Parkano – Kuru           |
| seututie 337    | Kuru – Ruovesi           |
| seututie 338    | Aitovuori – Jäminkipohja |
| seututie 339    | Tampere – Kangasala      |
| seututie 344    | Ruhala – Vilppula        |
| seututie 346    | Vilppula – Kotala        |
| seututie 347    | Vilppula – Mänttä        |
| seututie 348    | Vilppula – Keuruu        |
| seututie 694    | Virrat – Seinäjoki       |

## Finlande-Centrale(ELY)

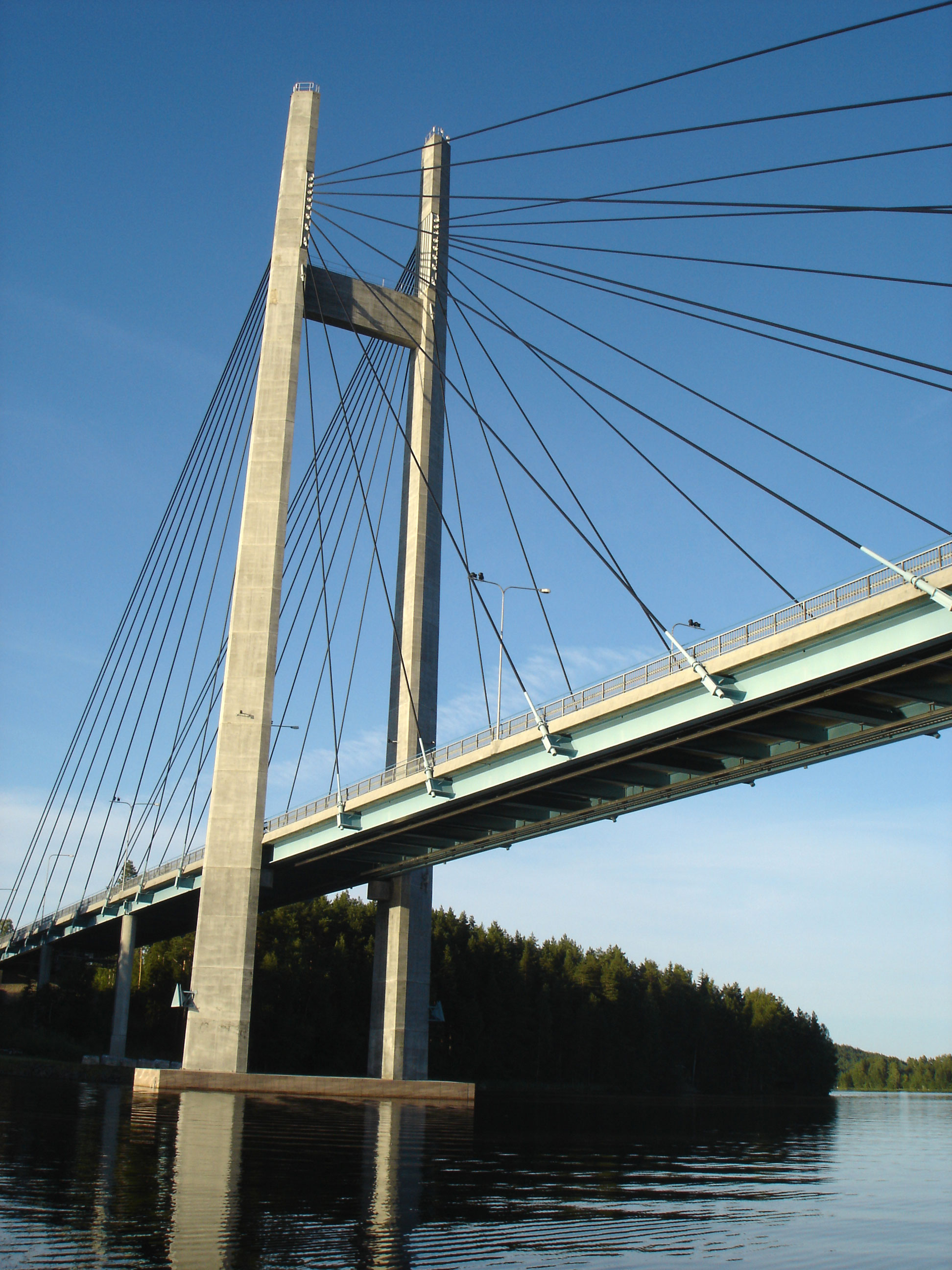
Le pont de Kärkinen sur la Seututie 610.

| Route régionale | Trajet                             |
| seututie 325    | Kangasala – Kuhmoinen              |
| seututie 343    | Längelmäki – Mänttä                |
| seututie 348    | Vilppula – Keuruu                  |
| seututie 428    | Toivola – Pertunmaa – Joutsa       |
| seututie 431    | Otava – Hirvensalmi – Leivonmäki   |
| seututie 446    | Haarajoki – Hankasalmi as.         |
| seututie 560    | Säviä – Pyhäsalmi                  |
| seututie 604    | Jämsänkoski – Petäjävesi           |
| seututie 607    | Korpilahti – Petäjävesi            |
| seututie 610    | Korpilahti – Joutsa                |
| seututie 612    | Sysmä – Tammijärvi                 |
| seututie 616    | Joutsa – Kangasniemi               |
| seututie 618    | Viisarimäki – Toivakka – Ruuhimäki |
| seututie 621    | Keuruu – Myllymäki                 |
| seututie 624    | Jyväskylä – Laukaa                 |
| seututie 627    | Multia – Uurainen – Hirvaskangas   |
| seututie 630    | Jyväskylä – Uurainen               |
| seututie 632    | Lentoasemantie                     |
| seututie 633    | Saarijärvi – Ähtäri                |
| seututie 636    | Pylkönmäki – Karstula              |
| seututie 637    | Jyväskylä – Laukaa – Konginkangas  |
| seututie 638    | Vaajakoski – Tikkamannila          |
| seututie 640    | Metsolahti – Vihtavuori            |
| seututie 641    | Hankasalmi as. – Pukaranmäki       |
| seututie 642    | Kuusa – Äänekoski                  |
| seututie 644    | Viisarimäki – Kanavuori            |
| seututie 648    | Saarijärvi – Kannonkoski           |
| seututie 658    | Elämäjärvi – Haapajärvi            |
| seututie 659    | Istunmäki – Muikunlahti            |
| seututie 697    | Seinäjoki – Karstula               |
| seututie 760    | Sievi – Pihtipudas                 |
| seututie 775    | Himanka – Viitasaari               |

## Finlande du Sud-est(ELY)
| Route régionale | Trajet                                    |
| seututie 160    | Lappeenranta – Joensuu                    |
| seututie 170    | Helsinki – Koskenkylä – Loviisa – Hamina  |
| seututie 352    | Mussalontie                               |
| seututie 353    | Keltakangas – Myllykoski – Ummeljoki      |
| seututie 354    | Elimäki – Inkeroinen                      |
| seututie 355    | Merituulentie                             |
| seututie 357    | Karhula – Anjala                          |
| seututie 359    | Anjala – Venäläistöyry                    |
| seututie 360    | Mustila – Haapakimola – Kausala           |
| seututie 362    | Kausala – Ilonoja                         |
| seututie 363    | Vierumäki – Jaala                         |
| seututie 364    | Hevossuo – Kellomäki                      |
| seututie 365    | Keltti – Kymenranta – Sompanen            |
| seututie 367    | Kouvola – Kiehuva                         |
| seututie 368    | Valkeala – Voikoski – Mäntyharju – Uutela |
| seututie 369    | Jaala – Tuohikotti                        |
| seututie 370    | Kouvola – Heparo                          |
| seututie 371    | Hamina – Keltakangas                      |
| seututie 372    | Haminan Satamatie                         |
| seututie 373    | Kouvola – Tykkimäki                       |
| seututie 375    | Kaipiainen – Alaportti                    |
| seututie 377    | Tuohikotti – Savitaipale                  |
| seututie 378    | Taavetti – Savitaipale                    |
| seututie 380    | Iitiä – Lemi – Huttula                    |
| seututie 381    | Multamäki – Varpanen – Mäntyharju         |
| seututie 384    | Virojoki – Taavetti                       |
| seututie 387    | Lappeenranta – Vaalimaa                   |
| seututie 390    | Lappeenranta – Vainikkala                 |
| seututie 397    | Vesivalo – Imatrankoski                   |
| seututie 408    | Lappeenranta – Taipalsaari – Savitaipale  |
| seututie 409    | Savitaipale – Suomenniemi – Kauriansalmi  |
| seututie 438    | Virmutjoki – Sulkava                      |

## Ostrobotnie du Sud(ELY)

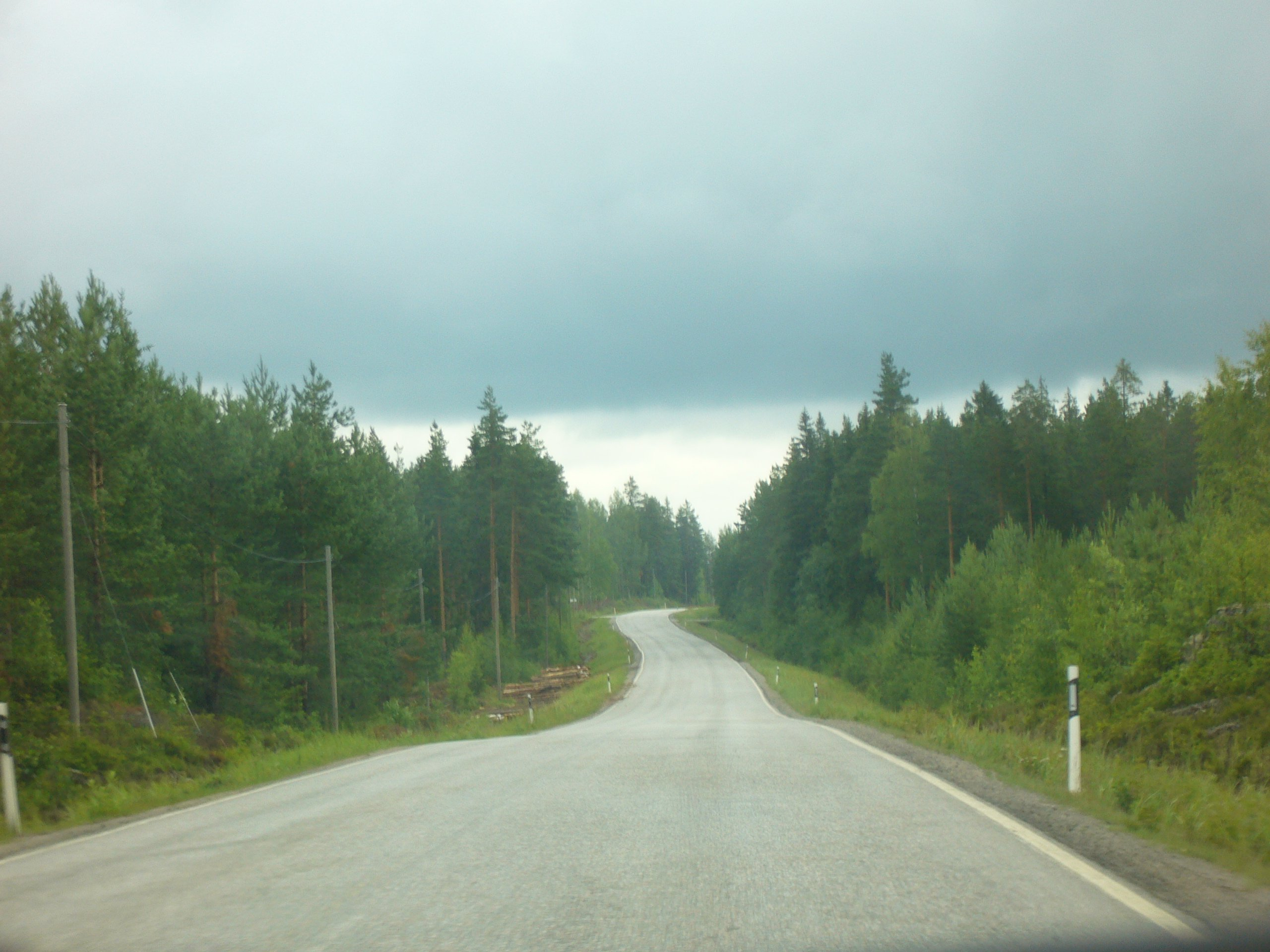
La Seututie 672 à Jalasjärvi.

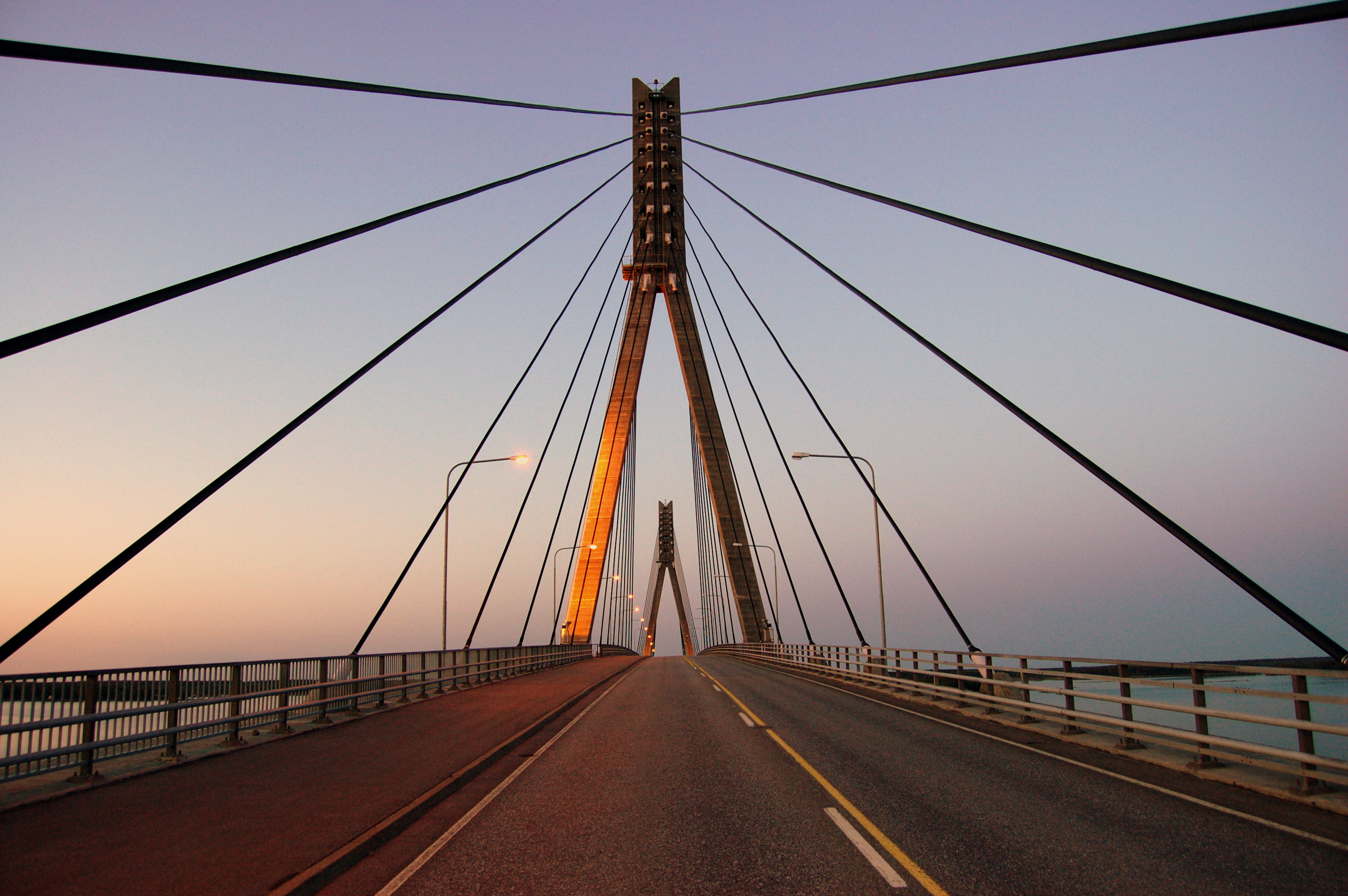
La Seututie 724 sur le pont de Replot à Korsholm.

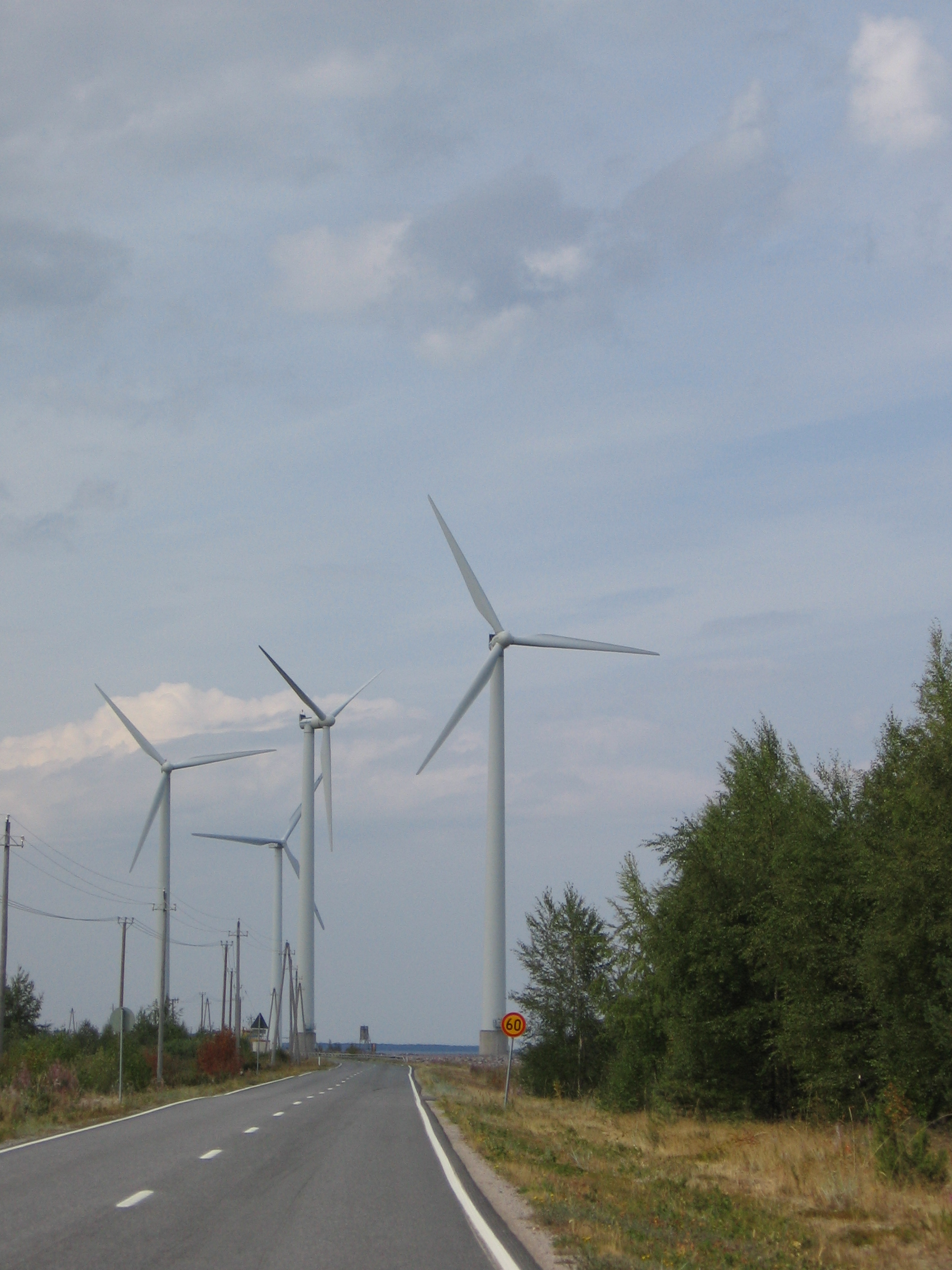
La Seututie 815 à Oulunsalo.

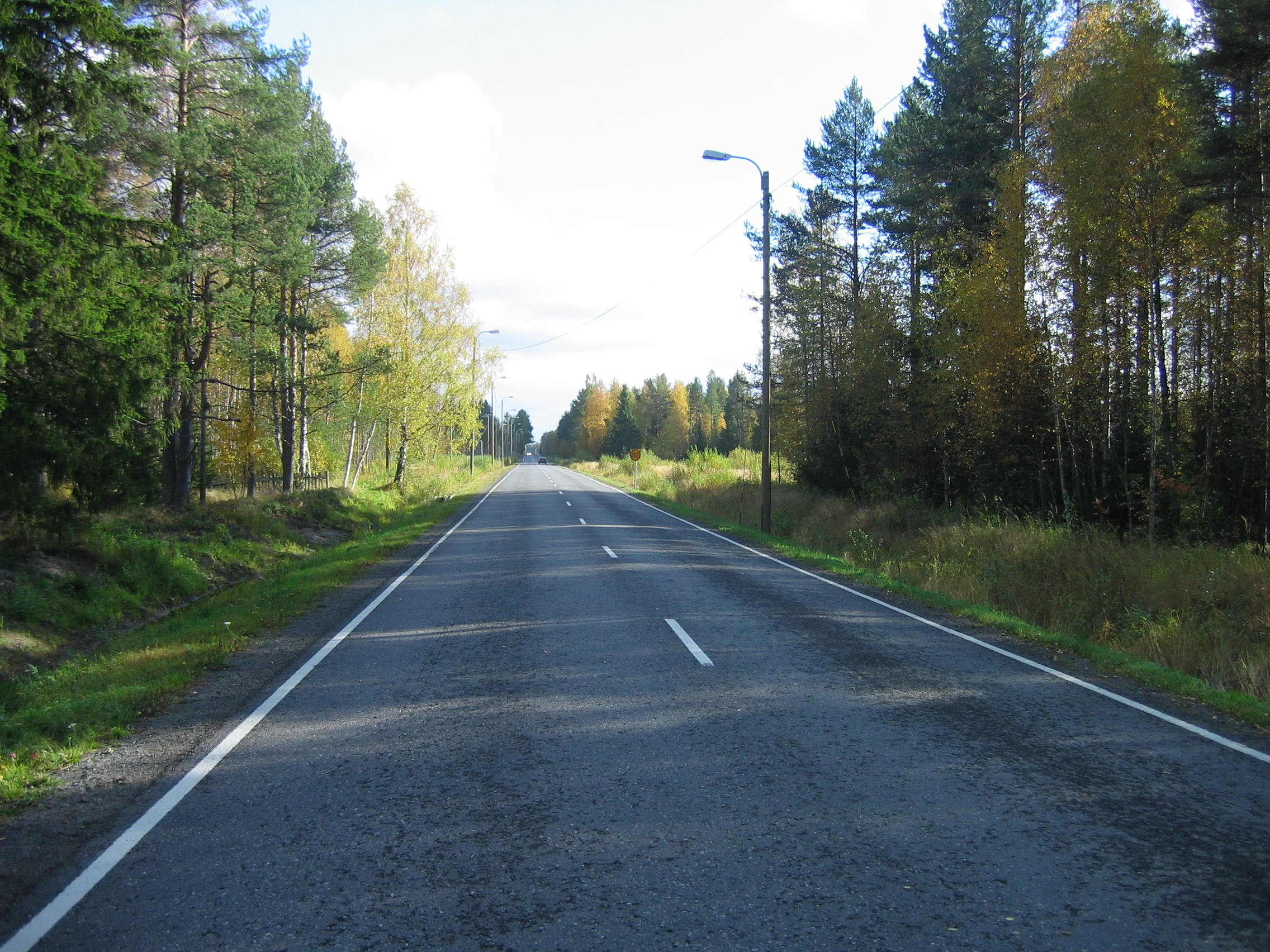
La Seututie 848 à Kiiminki.

| Route régionale | Trajet                   |
| seututie 273    | Kankaanpää – Jalasjärvi  |
| seututie 274    | Parkano – Kauhajärvi     |
| seututie 621    | Keuruu – Liesjärvi       |
| seututie 661    | Merikarvia – Kauhajoki   |
| seututie 662    | Tiukka – Kristinestad    |
| seututie 663    | Kristinestad – Kauhajoki |
| seututie 664    | Honkajoki – Kristinestad |
| seututie 672    | Kauhajoki – Alavus       |
| seututie 673    | Vaasa – Närpes           |
| seututie 676    | Närpes – Kaskinen        |
| seututie 679    | Långåminne – Maalahti    |
| seututie 682    | Ylimarkku – Teuva        |
| seututie 685    | Kolnebacken – Kauhajoki  |
| seututie 687    | Laihia – Karijoki        |
| seututie 689    | Kurikka – Jurva          |
| seututie 694    | Virrat – Seinäjoki       |
| seututie 697    | Seinäjoki – Karstula     |
| seututie 701    | Huissi – Honkakylä       |
| seututie 704    | Vaasan Lentokentäntie    |
| seututie 711    | Kuortane – Lappajärvi    |
| seututie 714    | Viranperä – Soini        |
| seututie 715    | Helsingby – Vanha Vaasa  |
| seututie 717    | Vaasa – Tervajoki        |
| seututie 718    | Kaitsor – Vähäkyrö       |
| seututie 723    | Ylistaro – Ylihärmä      |
| seututie 724    | Vaasa – Raippaluoto      |
| seututie 725    | Koivulahti – Ylihärmä    |
| seututie 733    | Kauhava – Lappajärvi     |
| seututie 738    | Voltti – Kortesjärvi     |
| seututie 741    | Pietarsaari – Lappajärvi |
| seututie 746    | Kovjoki – Uusikaarlepyy  |
| seututie 747    | Ytteresse – Åsbacka      |
| seututie 748    | Kruunupyy – Alaveteli    |
| seututie 749    | Uusikaarlepyy – Kokkola  |
| seututie 750    | Veteli – Vimpeli         |
| seututie 751    | Evijärvi – Reisjärvi     |
| seututie 756    | Kokkolan Satamatie       |
| seututie 757    | Kälviä – Ullava          |
| seututie 775    | Himanka – Viitasaari     |

## Ostrobotnie du Nord(ELY)
| Route régionale | Trajet                                     |
| seututie 524    | Lieksa – Kuhmo                             |
| seututie 560    | Säviä – Pyhäsalmi                          |
| seututie 599    | Kiuruvesi – Pyhäntä                        |
| seututie 658    | Elämäjärvi – Haapajärvi                    |
| seututie 760    | Sievi – Pihtipudas                         |
| seututie 774    | Kalajoki – Sievi                           |
| seututie 775    | Himanka – Viitasaari                       |
| seututie 786    | Kalajoki – Oulainen – Kärsämäki            |
| seututie 787    | Pyhäjoki – Alavieska                       |
| seututie 790    | Pyhäjoki – Vihanti                         |
| seututie 793    | Nivala – Haapavesi                         |
| seututie 794    | Ojakylä – Pulkkila                         |
| seututie 800    | Ylivieska – Vaala – Taivalkoski            |
| seututie 807    | Rantsila – Siikajoki                       |
| seututie 813    | Pattijoki – Liminka                        |
| seututie 815    | Maikkula – Lentoasema                      |
| seututie 816    | Kempele – Hailuoto                         |
| seututie 821    | Lamunsuu – Kestilä                         |
| seututie 822    | Temmes – Kestilä – Pyhäntä                 |
| seututie 827    | Alatemmes – Korivaara                      |
| seututie 833    | Korpi – Ylikiiminki                        |
| seututie 834    | Muhos – Ylikiiminki                        |
| seututie 836    | Ylikiiminki – Puolanka                     |
| seututie 837    | Utajärvi – Puolanka                        |
| seututie 843    | Kuusamo – Suomussalmi                      |
| seututie 846    | Honkanen – Kempele                         |
| seututie 847    | Liminka – Oulu – Ii                        |
| seututie 848    | Haukipudas – Ylikiiminki                   |
| seututie 849    | Kiiminki – Yli-Ii – Ylikärppä – Taininiemi |
| seututie 851    | Ii – Yli-Ii                                |
| seututie 855    | Pudasjärvi – Olhava                        |
| seututie 858    | Ranua – Pudasjärvi                         |
| seututie 862    | Taivalkoski – Pudasjärvi                   |
| seututie 863    | Taivalkoski – Posio                        |
| seututie 866    | Kuusamo – Kortesalmi                       |
| seututie 870    | Kajaani – Rautavaara                       |
| seututie 879    | Vuolijoki – Vaala                          |
| seututie 888    | Puolanka – Ristijärvi – Sotkamo            |
| seututie 891    | Hyrynsalmi – Puolanka                      |
| seututie 892    | Ämmänsaari – Puolanka                      |
| seututie 897    | Ämmänsaari – Taivalkoski                   |
| seututie 899    | Paltamo – Sotkamo                          |
| seututie 900    | Sotkamo – Kuhmo                            |
| seututie 904    | Kuhmo – Hyrynsalmi                         |
| seututie 912    | Kuhmo – Suomussalmi                        |
| seututie 950    | Kuusamo – Salla                            |

## Savonie du Nord(ELY)
| Route régionale | Trajet                                    |
| seututie 368    | Valkeala – Voikoski – Mäntyharju – Uutela |
| seututie 381    | Multamäki – Varpanen – Mäntyharju         |
| seututie 419    | Vihantasalmi – Mäntyharju                 |
| seututie 420    | Mäntyharju – Ristiina                     |
| seututie 423    | Hartola – Pertunmaa                       |
| seututie 426    | Kuortti – Pertunmaa                       |
| seututie 428    | Toivola – Pertunmaa – Joutsa              |
| seututie 429    | Uutela – Hirvensalmi                      |
| seututie 431    | Otava – Hirvensalmi – Leivonmäki          |
| seututie 434    | Juva – Puumala                            |
| seututie 435    | Kallislahti – Sairalanmäki                |
| seututie 436    | Kaskii – Pieksänlahti                     |
| seututie 438    | Virmutjoki – Sulkava                      |
| seututie 446    | Haarajoki – Hankasalmi as.                |
| seututie 447    | Kangasniemi – Naarajärvi                  |
| seututie 453    | Pieksämäki – Jäppilä – Varkaus            |
| seututie 455    | Särkimäki – Joroinen                      |
| seututie 459    | Juva – Virtasalmi – Sihvolanmäki          |
| seututie 464    | Palviainen – Rantasalmi – Parkumäki       |
| seututie 467    | Hiismäki – Rantasalmi                     |
| seututie 468    | Sarkamäki – Viljolahti – Hannolanpelto    |
| seututie 471    | Savonlinna – Enonkoski – Sappu            |
| seututie 474    | Seikanlampi – Savonranta – Vihtari        |
| seututie 476    | Pohjoislahti – Heinävesi – Ylämylly       |
| seututie 477    | Latvalampi – Outokumpu                    |
| seututie 479    | Punkaharju – Purujärvi                    |
| seututie 482    | Tolosenmäki – Liperi – Käsämä             |
| seututie 484    | Pyhäselkä – Rasivaara                     |
| seututie 486    | Puhos – Tohmajärvi                        |
| seututie 487    | Tolosenmäki – Kitee                       |
| seututie 492    | Pyhäselkä – Kiihtelysvaara                |
| seututie 494    | Tohmajärvi – Heinävaara                   |
| seututie 495    | Huhtilampi – Kovero                       |
| seututie 496    | Hoilola – Kovero                          |
| seututie 500    | Niirala – Ilomantsi                       |
| seututie 501    | Aéroport de Joensuu                       |
| seututie 502    | Ylämylly – Polvij. – Maarianvaara         |
| seututie 504    | Outokumpu – Koli                          |
| seututie 506    | Juuka – Luikonlahti                       |
| seututie 508    | Juuka – Viitaniemi                        |
| seututie 512    | Kovero – Eno                              |
| seututie 513    | Uimaharju – Luhtapohja                    |
| seututie 514    | Eno – Ilomantsi                           |
| seututie 515    | Romppala – Uimaharju                      |
| seututie 518    | Eno – Kyyrönvaara                         |
| seututie 522    | Ilomantsi – Lieksa                        |
| seututie 524    | Lieksa – Kuhmo                            |
| seututie 531    | Lempyy – Palokangas                       |
| seututie 533    | Tihusniemi – Leppävirta                   |
| seututie 534    | Leppävirta – Vuorinen                     |
| seututie 536    | Konnuslahti – Vehmersalmi                 |
| seututie 539    | Kylmälahti – Vehmers. – Salonkylä         |
| seututie 542    | Karvio – Tuusjärvi                        |
| seututie 543    | Rautalampi – Kerkonkoski                  |
| seututie 544    | Pajumäki – Tuusniemi                      |
| seututie 545    | Suonenjoki – Vesanto                      |
| seututie 548    | Suonenjoki – Karttula                     |
| seututie 551    | Kuopio – Vesanto                          |
| seututie 552    | Niinivedenpää – Keitele                   |
| seututie 553    | Humalajoki – Jynkkä                       |
| seututie 554    | Karttula – Säviä                          |
| seututie 559    | Vuorela – Kasurila – Siilinjärvi          |
| seututie 560    | Säviä – Pyhäsalmi                         |
| seututie 561    | Pielavesi – Kiuruvesi                     |
| seututie 562    | Kuopion lentoasema                        |
| seututie 563    | Pielavesi – Peltosalmi                    |
| seututie 566    | Riistavesi – Kaavi                        |
| seututie 567    | Riistavesi – Muuruvesi – Juankoski        |
| seututie 568    | Loukeinen – Poutilanmäki                  |
| seututie 569    | Kaavi – Nilsiä                            |
| seututie 570    | Juankoski – Hankamäki                     |
| seututie 573    | Outokumpu – Kaavi                         |
| seututie 576    | Siilinjärvi – Varpaisjärvi                |
| seututie 577    | Nilsiä – Varpaisjärvi                     |
| seututie 580    | Hankamäki – Rautavaara                    |
| seututie 582    | Lapinlahti – Rautavaara                   |
| seututie 588    | Ahmo – Iisalmi – Soinlahti                |
| seututie 595    | Kiuruvesi – Vieremä                       |
| seututie 599    | Kiuruvesi – Pyhäntä                       |
| seututie 616    | Joutsa – Kangasniemi                      |
| seututie 659    | Istunmäki – Muikunlahti                   |
| seututie 870    | Kajaani – Rautavaara                      |

## Laponie(ELY)

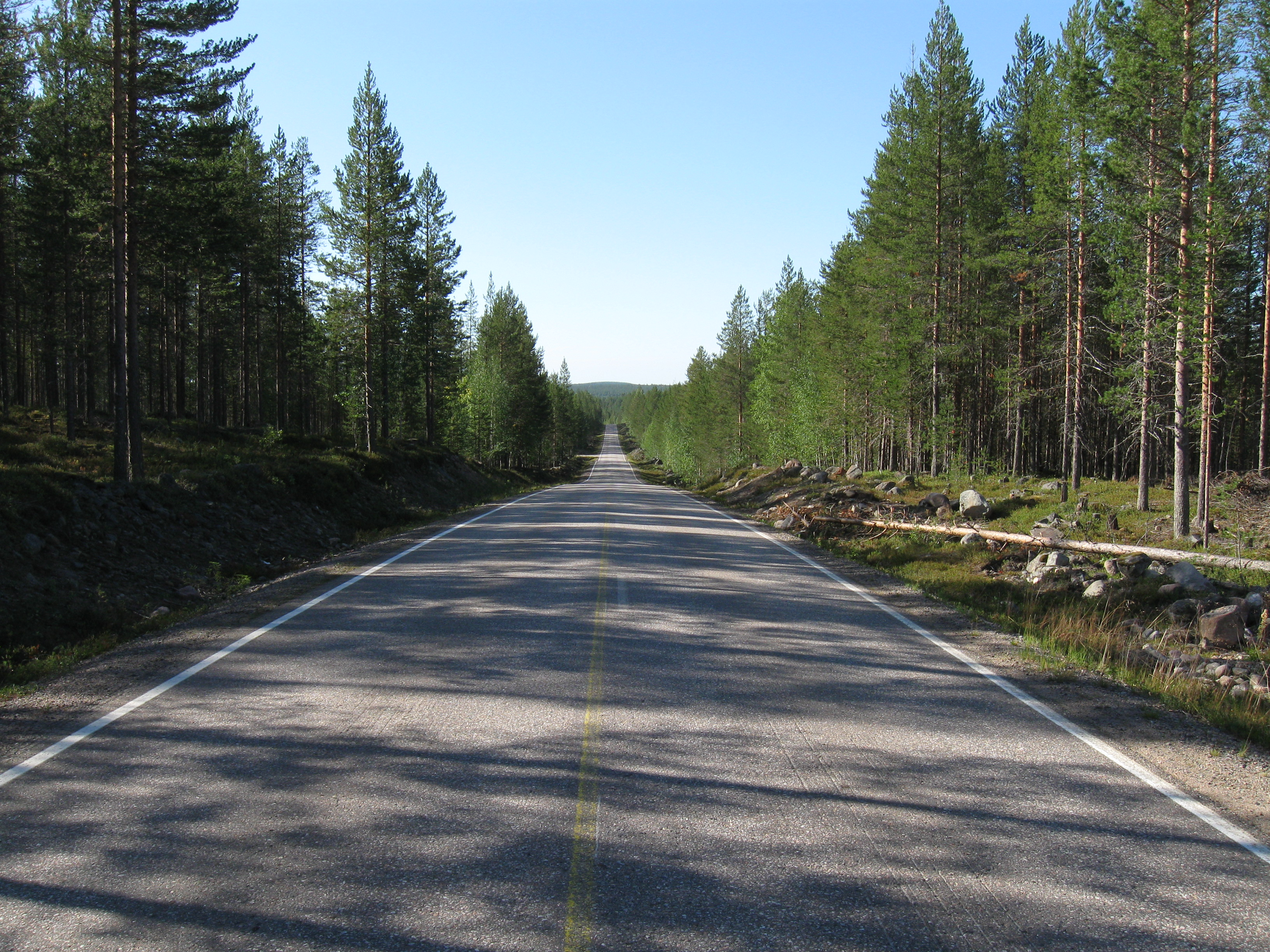
La Seututie 944 à Kemijärvi.

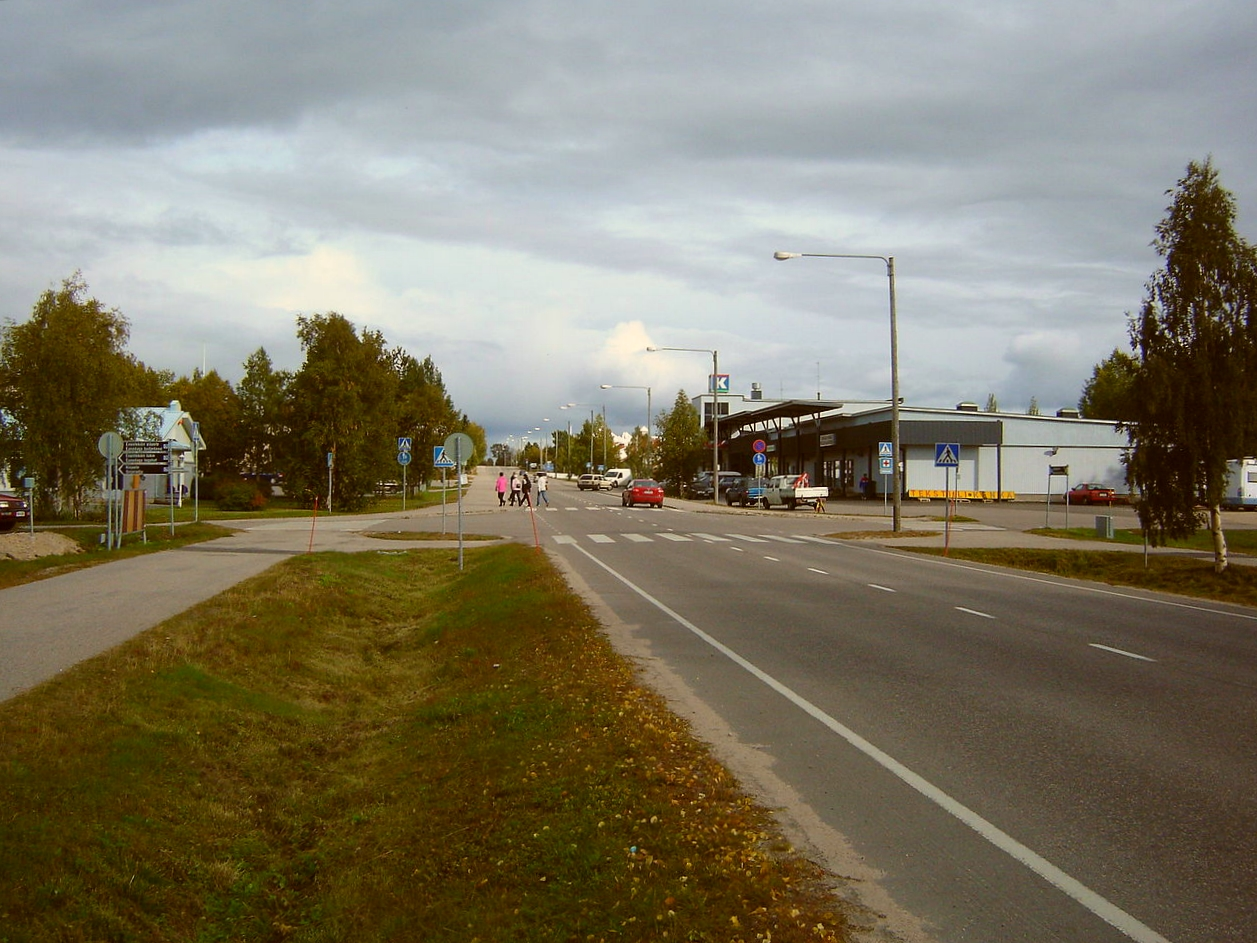
La Seututie 956 à Enontekiö.

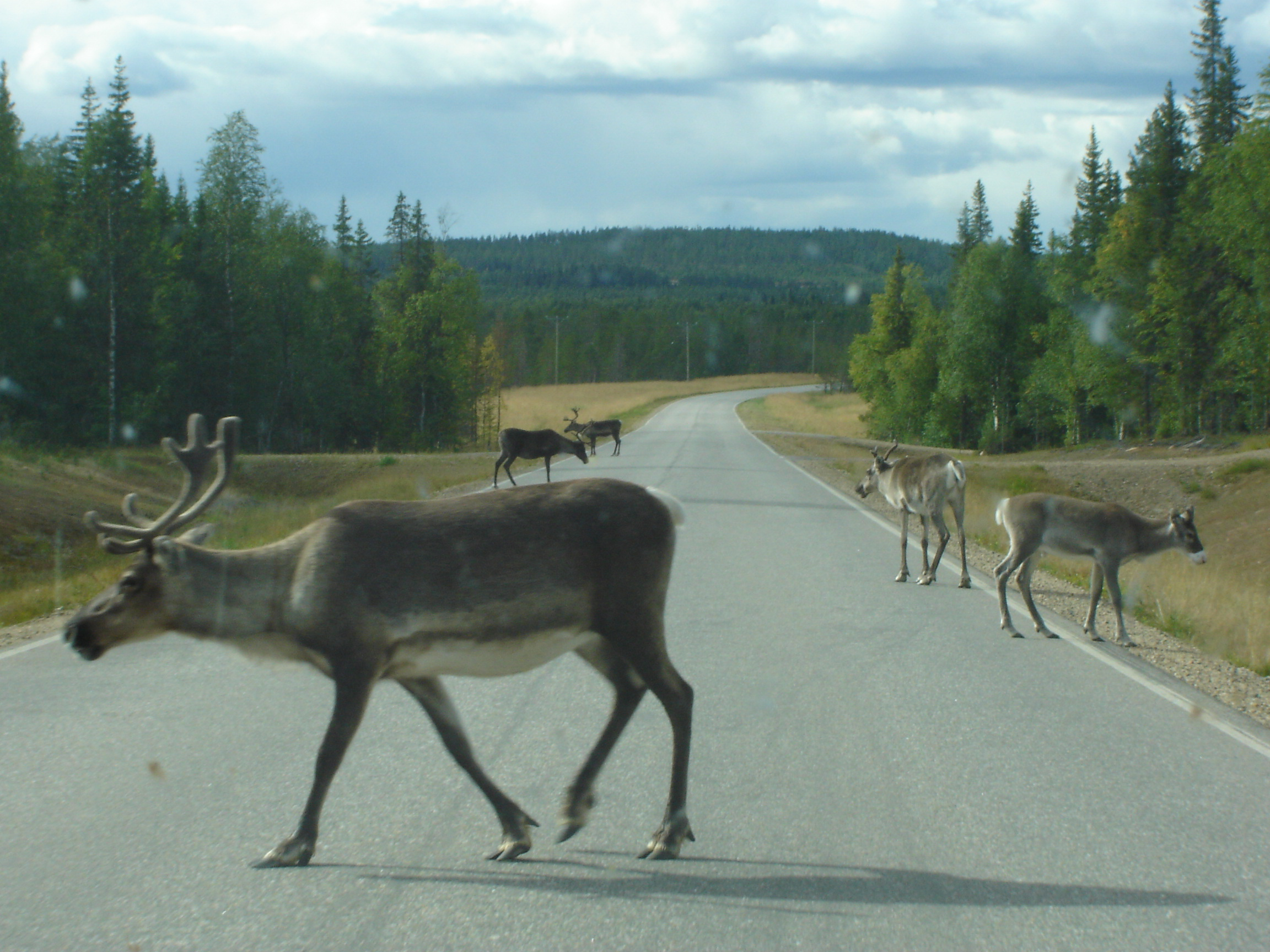
Rennes traversant la Seututie 962 à Sodankylä.

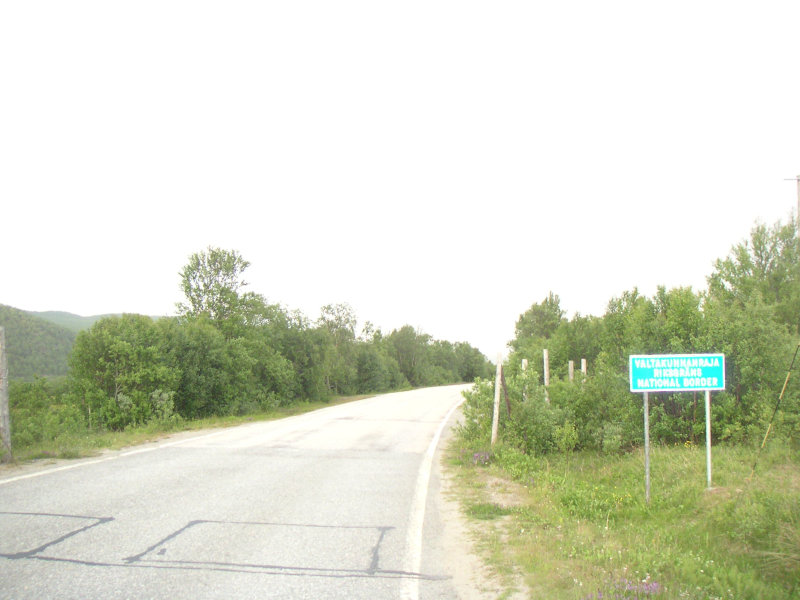
La Seututie 970 à Utsjoki.

| Route régionale | Trajet                                     |
| seututie 849    | Kiiminki – Yli-Ii – Ylikärppä – Taininiemi |
| seututie 858    | Ranua – Pudasjärvi                         |
| seututie 863    | Taivalkoski – Posio                        |
| seututie 920    | Kemi – Ajos                                |
| seututie 921    | Lautiosaari – Tornio                       |
| seututie 922    | Tornio – Röyttä                            |
| seututie 923    | Alaniemi – Tervola                         |
| seututie 924    | Simo – Nuupas                              |
| seututie 925    | Veitsiluoto                                |
| seututie 926    | Kemi – Rovaniemi                           |
| seututie 927    | Vojakkala – Paakkola                       |
| seututie 928    | Tervola – Hastinkangas                     |
| seututie 929    | Tervola – Pakisvaara                       |
| seututie 930    | Aavasaksa – Muurola                        |
| seututie 932    | Aavasaksa – Raanujärvi                     |
| seututie 933    | Häkinvaara – Valajaskoski                  |
| seututie 934    | Saarenkylä – Meltaus                       |
| seututie 935    | Saukkoriipi – Meltaus                      |
| seututie 937    | Pello – Frontière avec la Suède            |
| seututie 940    | Kolari – Äkäsjärvi                         |
| seututie 941    | Ranua – Raistakka                          |
| seututie 942    | Ranua – Pekkala                            |
| seututie 943    | Kolari – Frontière avec la Suède           |
| seututie 944    | Autti – Kemijärvi                          |
| seututie 945    | Isokylä – Peräposio                        |
| seututie 947    | Maaninkavaara – Posio                      |
| seututie 950    | Kuusamo – Salla                            |
| seututie 951    | Aéroport de Rovaniemi                      |
| seututie 952    | Meltaus – Vaalajärvi                       |
| seututie 954    | Muonio – Frontière avec la Suède           |
| seututie 955    | Köngäs – Inari                             |
| seututie 956    | Sirkka – Hetta                             |
| seututie 957    | Särkijärvi – Peltovuoma                    |
| seututie 959    | Karesuvanto – Frontière avec la Suède      |
| seututie 962    | Torvinen – Luosto – Vuostimo               |
| seututie 965    | Pelkosenniemi – Kelloselkä                 |
| seututie 967    | Sodankylä – Savukoski                      |
| seututie 969    | Akujärvi – Virtaniemi                      |
| seututie 970    | Karigasniemi – Nuorgam                     |
| seututie 971    | Kaamanen – Näätämö                         |